# Giuliano Grittini
Giuliano Grittini (Corbetta, 4 gennaio 1951) è un fotografo italiano.

## Biografia
Nato a Corbetta nel 1951, ha frequentato la scuola di disegno grafico a Milano e alcuni studi di diversi artisti, lavorando alle lastre litografiche e apprendendo le tecniche della litografia, della serigrafia e dell’acquaforte in cui si specializza e ne approfondisce l’arte. Fin dagli anni settanta, ebbe l'opportunità di collaborare con esponenti di varie avanguardie tra cui: Salvatore Fiume, Renato Guttuso, Andy Warhol e Mimmo Rotella.  Per alcuni anni ha lavorato come esperto di tecnica della stampa conseguendo il titolo di stampatore d'arte. Collabora con alcune riviste d'Arte e di Poesia. Ha tenuto diverse Mostre personali e collettive e ha partecipato a numerose Mostre d'Arte sia nazionali che internazionali. Legato da sincera amicizia ad Alda Merini, è l'autore di numerosi suoi ritratti.
Autore di numerose pubblicazioni, tra le quali si ricordano un libretto di epigrammi e fotografie su vari artisti e poeti intitolato 44 facce d'Autore, Grittini ha inoltre pubblicato per Stampa Alternativa, nella Collana millelire, Fotografie e Aforismi di Alda Merini - Ringrazio sempre chi mi dà ragione.

Altri suoi lavori sono: "Aforismi di Alda Merini", foto di Giuliano Grittini, Stampa Alternativa, Viterbo, 1997 e, per l'edizione "L'incisione", il libro di "Fotografie e poesie di Alda Merini". Infine, per l'"Edizione Pulcinoelefante", ha pubblicato in tiratura limitata  "Ritratti di Poeti e Artisti".

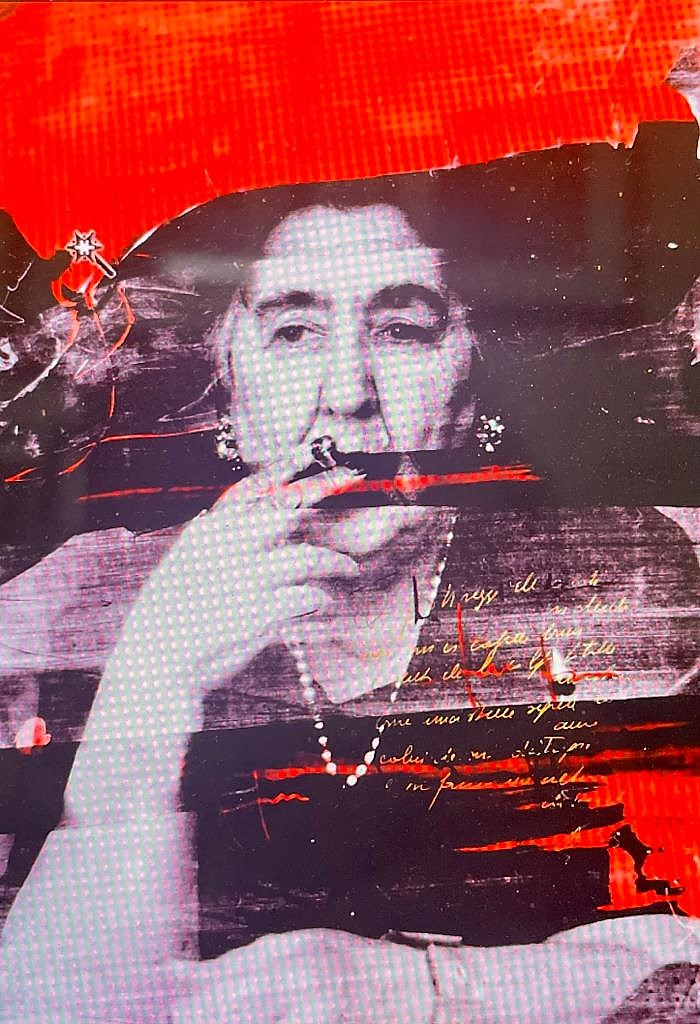
Alda Merini di Giuliano Grittini: tecnica mista

Opera a Corbetta (MI) ove ha il suo atelier per la creazione delle proprie opere.

## Mostre
- Venezia, 1977, Festival della Parola "VeneziaPoesia", foto su Alda Merini e Umberto Eco (intervento d'autore);
- Milano, Boffalora, fotografia e pittura "Donna tra mito e società";
- Partecipa a vari concorsi di fotografia nazionali ed internazionali, tra cui "World Press Photo";
- Corbetta,1991/92/93/94, Foto Club Corbetta;
- Recanati, "Vuoto d'autore";
- Milano, Derbylius collettiva - libreria e galleria;
- Milano, 1994, "Arte oggi in Europa", MI-ART, Parco Esposizioni di Novegro;
- presenta il libro "44 facce d'Autore", contenente epigrammi di Luciano Prada;
- Milano, 1995, Studio degli Angioli, "La persistenza della memoria", artisti *per il 50º anniversario della liberazione;
- Milano, 1995, MI-ART, Fiera d'Arte Moderna Contemporanea, 70 artisti per *Milano - "Vivimilano";
- Castellanza, Villa Pomini - Fotografie;
- Milano, 1996, "Bon à tirer" presso spazio Hajech, collettiva di fotografie, grafica contemporanea e pittura;
- Roma, 1997, "Riparte97", fiera di fotografia e pittura presso Sheraton;
- Milano, 1997, MI-ART, Fiera d'Arte Moderna Contemporanea;
- Lecce, 1998, incontri di teatro, musica, fotografia e pittura (Apriticielo);
- Busto Arsizio, Galleria Aquifante, mostra Clon-art, Alda Merini;
- Corbetta, Palazzo comunale: segni collettivi di pittura;
- Magenta (Italia)|Magenta, IDEAL, personale di pittura e fotografia;
- Magenta, Libreria Memoria del Mondo, mostra di fotografia;
- Firenze, Novecento - Estate 1999 "La forza del passato" - Pasolini;
- Milano, "Famiglia toscana di mimo" - Mostra fotografica;
- Venezia, 2001, Biennale di Venezia, partecipa all'interno del "Bunker poetico";
- Roma, 2001, partecipa al volume "Post scriptum" tazebao d'artista;
- Carrara, 2002, Biennale di Carrara, partecipa all'iniziativa foto ed avvenimenti di Marco Rotelli, Fernanda Pivano ed Elisabetta Sgarbi;
- Mantova, 2002, Festival della Letteratura, partecipa alla mostra organizzata dal critico Alessandro Riva – "Il lato oscuro della letteratura", pittura e fotografia;
- Trieste, 2002, "Amore vol mente", Teatro Miela, Alda Merini;
- Olgiate Comasco, 2003, mostra dal titolo "Action Painting", con una presentazione di Alda Merini;
- 2015 Città di Castello, Tex Willer, collettiva presentata da Vincenzo Mollica.[2]
- 2016 Dopo varie sperimentazioni nasce CRACKER ART nuova tecnica sperimentale e INGIURIES in collaborazione Giuliano e Linda Grittini.
- Ottobre 2016 Warhol inedito e sperimentazioni digitali e artistiche di Giuliano Grittini - Brescia, Museo dell’Industria e del Lavoro.
- 2016 Milano, in occasione di MI-ART, installazione al Castello Pozzi di Rinaldo Denti dell’opera “ NEW GAME” scultura luminosa.
- 2016 Novara, Galleria d’Arte LEGART, Palazzo Gualtieri, personale dal titolo Anche l’oggi sarà dentro la storia.
- 2017 Lugano, Villa Principe Leopoldo Percorsi d’Arte con Fondazione Mazzoleni.
- 2017 Collettiva a Miami presentata da Corrado Rizza.
- 2017 Galleria Contatto, Roma. 2017 Casa delle Arti Milano, personale dal titolo Atto d’Amore Fondazione casa Merini.
- 2019 Bitonto -BARI - Santi Nicolai Convivium "Dal sessantotto agli anni di piombo"[3]

## Pubblicazioni
- È già difficile vivere una volta, figuriamoci molte volte, prefazione di Carlo Franza (con Alda Merini, CLONART. 1997);
- Ringrazio sempre chi mi dà ragione (con Alda Merini, Stampa Alternativa, 1997);
- Per non dimenticare, CLONART, 11 settembre 2001;
- Armani cover, CLONART";
- Frutti proibiti– "Series and singles";
- 25 pittori per il Raccolto, Robecchetto con Induno STAMPA ALTERNATIVA;
- Il piacere di scrivere, poesia e fotografia, Ed. Lincisione;
- "POESIA con dedica" - il ritratto - Ed. Lincisione;
- "Oggi come ieri" - ritratto di Alda Merini, edizioni Dialogo Libri;
- Non curiosate tra le lenzuola dei poeti (libro in tiratura limitata, con poesie ed immagini inedite di Alda Merini), Galleria Riparte di Milano, 2003;
- il doppio volto (poesie di Roberto Dossi, opere di Giuliano Gríttiní, Sciamano, 2004);